# Districtul Nong Bua
Nong Bua (în thailandeză หนองบัว) este un district (Amphoe) din provincia Nakhon Sawan, Thailanda, cu o populație de 70.609 locuitori și o suprafață de 819,5 km².

## Componență
Districtul este subdivizat în 9 subdistricte (tambon), care sunt subdivizate în 105 de sate (muban).
| Nr. | Nume           | În thailandeză | Sate | Pop.   |
| --- | -------------- | -------------- | ---- | ------ |
| 1.  | Nong Bua       | หนองบัว         | 20   | 15,342 |
| 2.  | Nong Klap      | หนองกลับ        | 15   | 13,103 |
| 3.  | Than Thahan    | ธารทหาร        | 9    | 7,977  |
| 4.  | Huai Ruam      | ห้วยร่วม         | 11   | 4,595  |
| 5.  | Huai Thua Tai  | ห้วยถั่วใต้        | 7    | 2,178  |
| 6.  | Huai Thua Nuea | ห้วยถั่วเหนือ      | 9    | 3,580  |
| 7.  | Huai Yai       | ห้วยใหญ่         | 6    | 2,938  |
| 8.  | Thung Thong    | ทุ่งทอง          | 14   | 9,876  |
| 9.  | Wang Bo        | วังบ่อ           | 14   | 11,020 |